# HC Slovan Ústí nad Labem
HC Slovan Ústí nad Labem – czeski klub hokejowy występujący w 1. lidze.

## Historia

### Dotychczasowe nazwy
- Sokol Ústí nad Labem (1945−1949)
- ZSJ Armaturka (1949−1959)
- TJ Chemička (1959−1963)

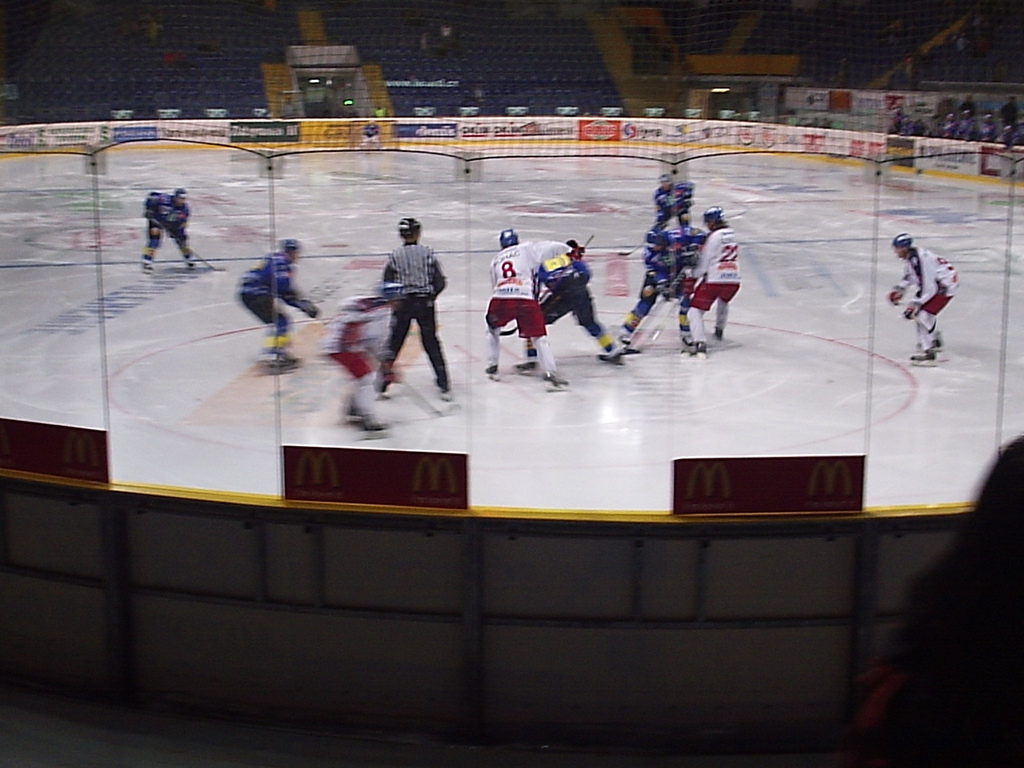
Mecz Slovan Ústečtí Lvi - Sareza Ostrava (3:4), 13 grudnia 2006

- TJ Slovan Ústí nad Labem (1963−1993)
- HC Slovan Ústí nad Labem (1993−2002)
- HC Slovan Ústečtí Lvi (2002-2014)
- HC Slovan Ústí nad Labem (2014-)

Historia hokeja w Ústí sięga końca II wojny światowej. W 1946 roku został założony klub LTC, który w 1949 roku zmienił nazwę na ZSJ Armaturka, pod którą grał 10 lat. Od roku 1959 klub występował pod nazwą TJ Chemička aż do roku 1963, kiedy to z powodów finansowych zakończył działalność. Hokejową schedę przejął niewielki klub TJ Slovan, który postanowił skupić się na rozwinięciu sekcji hokeja.
W 1966 Slovan wygrał kwalifikacje do II ligi. Od 1973 roku na skutek reorganizacji czeskiej ligi TJ Slovan rozpoczął rozgrywki w I. ČNHL, w kolejnych sezonach zajmując miejsca w czołówce. W 1980 odpadł w barażach o 1. ligę. W roku 1988 klub spadł do II ČNHL, w której pozostał do 1993. Rok później dotarł do półfinału play-off, w którym odpadł z Vsetínem.
Po kolejnym spadku do II ligi, w roku 1998 Slovan uzyskał strategicznego sponsora, Drinks Union, producenta piwa Zlatopramen. W 2000 klub powrócił do 1. ligi.

### Sezon 2006/07
W rundzie zasadniczej sezonu 2006/2007 Slovan zajął 2. miejsce, ustępując VČE Hradec Králové. Z 52 rozegranych spotkań Slovan zwyciężył w regulaminowym czasie w 33 meczach (3 punkty), natomiast 5 meczów wygrał w dogrywce (2 pkt). 14 razy schodził z lodowiska pokonany, w tym czterokrotnie uległ w doliczonym czasie gry (1 pkt). Łącznie zdobył 113 punktów, bilans bramkowy: 182-105. Zgodnie z regulaminem w ćwierćfinale play-off zmierzył się z siódmą drużyną tabeli.
- ¼ finału: Slovan Ústečtí Lvi - Dukla Jihlava 4:0 (3:2 d, 5:2, 5:2, 3:0)
- ½ finału: Slovan Ústečtí Lvi - BK Mladá Boleslav 3:0 (4:3, 4:1, 6:4)
- Finał: Slovan Ústečtí Lvi - KLH Chomutov 3:2 (4:0, 2:3, 2:3 d, 3:2 d, 5:1)

Z powodu zadłużenia ekstraligowy klub HC Vsetín nie otrzymał licencji na sezon 2007/2008. Dzięki temu, drużyna Slovana jako zwycięzca play-off bezpośrednio awansowała do Ekstraligi.

### Sezon 2007/08
Po rundzie zasadniczej sezonu 2007/2008 drużyna z Ústí zajęła ostatnie, 14. miejsce, wygrywając 13 z 52 spotkań, w tym 7 po dogrywce lub karnych. W rozgrywkach play-out zwyciężyła w 7 z 12 meczów, jednak z dorobkiem 59 punktów ostatecznie zajęła ostatnie miejsce i w barażu o utrzymanie zmierzyła się ze zwycięzcą 1. Ligi, zespołem BK Mladá Boleslav.
- Baraż o utrzymanie: Slovan Ústečtí Lvi - BK Mladá Boleslav 1:4 (4:0, 0:3, 0:4, 3:4d, 1:7)

Do Ekstraligi awansował Mladá Boleslav, Slovan spadł do 1. Ligi.

### Sezon 2008/09
W rundzie zasadniczej zespół z Ústí ponownie zajął pierwsze miejsce zdobywając 110 punktów i przystąpił do rundy play-off. W finale ligi pokonał HC Kometa Brno (w meczach 4:2).

### Sezon 2009/10
W rundzie zasadniczej zespół zajął pierwsze miejsce zdobywając 117 punktów. W finale ligi uległ KLH Chomutov (w meczach 3:4).

### Sezon 2010/11
Klub zdobył mistrzostwo 1. ligi w finale pokonując KLH Chomutov (w meczach 4:0). W rywalizacji o miejsce w Ekstralidze uległ ostatniej drużynie tych rozgrywek, BK Mladá Boleslav (w meczach 3:4).

### Sezon 2011/12
Drużyna Slovana wygrała sezon regularny 1. ligi, a w fazie play-off ponownie zmierzyła się w finale z KLH Chomutov. Do wyłonienia mistrzostwa 1. ligi potrzebne było siedem spotkań, w których ostatecznie Slovan przegrał 3:4.

## Sukcesy
- Złoty medal 1. ligi (4 razy): 2006, 2007, 2009, 2011